# Sébastien de La Haye de Silz
Sébastien de la Haye, comte de Silz, né le 14 mars 1756 à Arzal, baptisé le 7 mars 1757, mort le 28 mai 1795 à Grand-Champ, est un officier chouan pendant la Révolution française.

## Biographie
Fils de Jean-Sébastien, seigneur de Silz, et de Marie Élie. Il fut le châtelain du château de Silz à Arzal.
Il entre dans la marine royale en 1778. À la suite d'un conflit avec son père Jean-Sébastien, comte de Silz, qui demande l’enfermement de son fils par lettre de cachet, il est enfermé de 1781 à 1785 à la maison de La Rossignolerie d’Angers.
Il fut nommé lieutenant de vaisseau en 1786. À la Révolution, il prend part a la conspiration de La Rouërie comme commissaire royal pour le Morbihan,. Son frère dit le chevalier de Silz, né en 1760, fut l'un des principaux chefs de division de Georges Cadoudal.
Dans ses mémoires, Louis d'Andigné le qualifie d'« homme brave, loyal, mais peu militaire ».
Le 26 août 1794, de Silz est nommé par Joseph de Puisaye général en chef des chouans du Morbihan. Il signe en avril 1795 le traité de la Mabilais, mais il est tué le 28 mai 1795 à la bataille de Grand-Champ.

## Décoration
- Chevalier de l'Ordre royal et militaire de Saint-Louis[1].